# Tsakhiagijn Elbegdorzj
Tsakhiagijn Elbegdorzj (mongolsk (sprog): Цахиагийн Элбэгдорж, født 30. marts 1963) er en mongolsk politiker fra Det Demokratiske Parti og Mongoliets fjerde præsident. Han sad på posten fra 24. maj 2009 til 10. juli 2017. Han var den første præsident i Mongoliet, som aldrig har været medlem af Det Mongolske Folks Revolutionære Parti. Elbegdorzj var en af lederne af den fredelige demokratiske revolutionen i 1990, som blev afsluttet efter næsten 65 års kommuniststyre.
Udover at have været præsident har Elbegdorzj også været premierminister i to perioder: 1998 samt 2004–2006. Han var desuden grundlægger af landets første uafhængige avis, Ardchilal (dansk: Demokrati) og var med til at etablere den første uafhængige tv-station i landet.